# Drømmekage
Drømmekage er en kage lavet af sukker, smør, æg og mel med tyk glasur af brun farin og kokosmel. Kagen er velkendt i Danmark og indtog en delt fjerdeplads, sammen med flødeskumskagen, som den mest populære i en undersøgelse af avisen metroexpress. Drømmekagen kan også fremstilles af et blandingsmix, der kan købes i mange af landets fødevarebutikker.

## Historie
Drømmekagen er af bagværksfirmaet Amo blevet markedsført som drømmekagen fra Brovst. Men det er ikke helt korrekt, da den nærmere bestemt kan føres tilbage til landsbyen Klokkerholm i Vendsyssel. Her lærte Jytte Andersen opskriften af sin mormor Marie Nielsen Højgaard boende på Østergaard, hvor kagen i familien var kendt som Østergaardkagen. Hun medbragte kagen og opskrift til en bagekonkurrence i Brovst, arrangeret i 1960 af husmoderforeningen. Hun opdagede et halvt år senere hos den lokale købmand, at Amo havde optrykt hendes mormors opskrift under navnet Drømmekage fra Brovst. I den originale opskrift piskes sukker og æg over et dampbad for at gøre kagen ekstra luftig og langtidsholdbar. 
Senere research ved journalist[kilde mangler] Marie Holm viser, at det er tænkeligt at opskriften ikke er dansk, men stammer fra USA, hvor husmoder Margaret Hill fra Iowa allerede i begyndelsen af 1900-tallet nedskrev en opskrift på 'Lazy Daisy Cake', som har en slående lighed med det, der i dag er kendt som drømmekagen.